# BH3
BH3 è il terzo buco nero rintracciato nella Via Lattea, nella Costellazione dell'Aquila, ed anche il più vicino a noi (circa 2000 anni luce); ha una massa di 30 M☉, risultando il più grande BH galattico stellare.
La sua scoperta è avvenuta grazie al programma GAIA (Gaia DR3 4318465066420528000) e, data l'eccezionalità della scoperta, ne è stata data notizia prima della pubblicazione del 4° catalogo. BH3 fa parte di un sistema binario che è composto oltre che dal buco nero stellare, da una stella gigante metal-poor di classe spettrale G, di massa inferiore a quella solare (ca 0.8) ma diametro dieci volte quello solare.